# Зубрилово
Зубри́лово — село Малосергиевского сельсовета Тамалинского района Пензенской области, бывший центр Зубриловского сельсовета (до 2010 года) . На 1 января 2004 года — 179 хозяйств, 368 жителей.

## География
Село расположено на юге Тамалинского района на границе с Саратовской областью, на правом берегу реки Хопёр. Расстояние до районного центра пгт. Тамала — 20 км. В 10 км от села располагается железнодорожная станция Вертуновская Юго-Восточной железной дороги.

## История
По исследованиям историка-краеведа М. С. Полубоярова, название села, возможно, произошло от фамилии Зубарев — одного из мелких дворян, которые в начале XVIII века получили земли в наместничество при впадении реки Сердобы в Хопёр.
С 1780 года — село Архангельское, Зубриловка тож в составе Сердобского уезда Саратовской губернии, а с начала XIX века — в составе Балашовского уезда.
В 1785 году по протекции князя Г. А. Потемкина-Таврического село передано мужу его племянницы, генералу князю Сергею Фёдоровичу Голицыну, который и заложил здесь зубриловскую усадьбу. В XIX веке село считалось «самым живописным селом в Саратовской губернии».
В 1877 году в селе 1682 жителя, церковь, школа, больница, ярмарка, базар; к 1890-м годам — родильный дом, детские ясли, «народная чайная». В начале 1920-х годов село находилось в зоне крестьянского восстания (антоновщина).
В 1928 году село в составе Тамалинского района Нижне-Волжского края, с 1934 года — в Тамалинском районе Саратовского края, а с 1939 года — в составе Тамалинского района Пензенской области.
До 2010 года центр Зубриловского сельсовета. Согласно Закону Пензенской области № 1992-ЗПО от 22 декабря 2010 года передано в Малосергиевский сельский совет.

## Численность населения
| 1795 | 1859  | 1877  | 1897  | 1911  | 1926  | 1939  |
| ---- | ----- | ----- | ----- | ----- | ----- | ----- |
| 1746 | ↘1450 | ↗1682 | ↗1902 | ↘1811 | ↗2444 | ↘1383 |
| 1959 | 1970  | 1979  | 1989  | 1998  | 2002  | 2010  |
| ↘952 | ↘791  | ↘620  | ↘579  | ↘569  | ↘416  | ↘275  |

## Инфраструктура
В селе имеются: почта, телеграф, телефон, фельдшерско-акушерский пункт, библиотека, дом культуры, Спасо-Преображенская церковь.

## Улицы
- Горная;
- Лесная;
- Майская;
- Молодёжная;
- Мостовая;
- Набережная;
- Посёлок при ХСУ;
- Рабочая;
- Садовая;
- Хопёрская;
- Центральная.

## Достопримечательности
- Усадьба Зубриловка князей Голициных — один из живописных памятников архитектуры Екатерининской эпохи. Здесь бывали Г. Р. Державин, И. А. Крылов, И. И. Лажечников, В. Э. Борисов-Мусатов.[11]
- Памятник борцам революции.

## Известные земляки
- Белянкин, Евгений Осипович (1924—2006) — писатель.[12]
- Плотникова, Марина Владимировна (1974—1991) — выпускница Зубриловской средней школы, Герой России, ценой своей жизни спасшая троих девочек, тонувших в Хопре.[13]
- Редкин Николай Васильевич (1922—2000) — лейтенант, командир пулемётного взвода, Герой Советского Союза (1943).[14]
- Токарев Михаил Дмитриевич (4 ноября 1879, с. Зубрилово Саратовской губернии, ныне Тамалинского р-на Пензенской обл. — 25 марта 1958, Пенза) — педагог, отличник народного просвещения (1954), в 1940—1949 годах — декан физико-математического факультета и заведующий кафедрой элементарной математики Пензенского педагогического института.[15]

## Галерея
- Выезд в Зубрилово со стороны Сосновки. 2015
- Дом в Зубрилово. 2015
- Улица в Зубрилово. 2015
- Брошенные дома в Зубрилово. 2015
- Магазин в Зубрилово. 2015
- Особняк. 2015
- Дворец в усадьбе Зубриловка. 2015
- Спасо-Преображенский храм в усадьбе Голицыных. 2015.